# 圣斯德望圣殿 (卡托维兹)

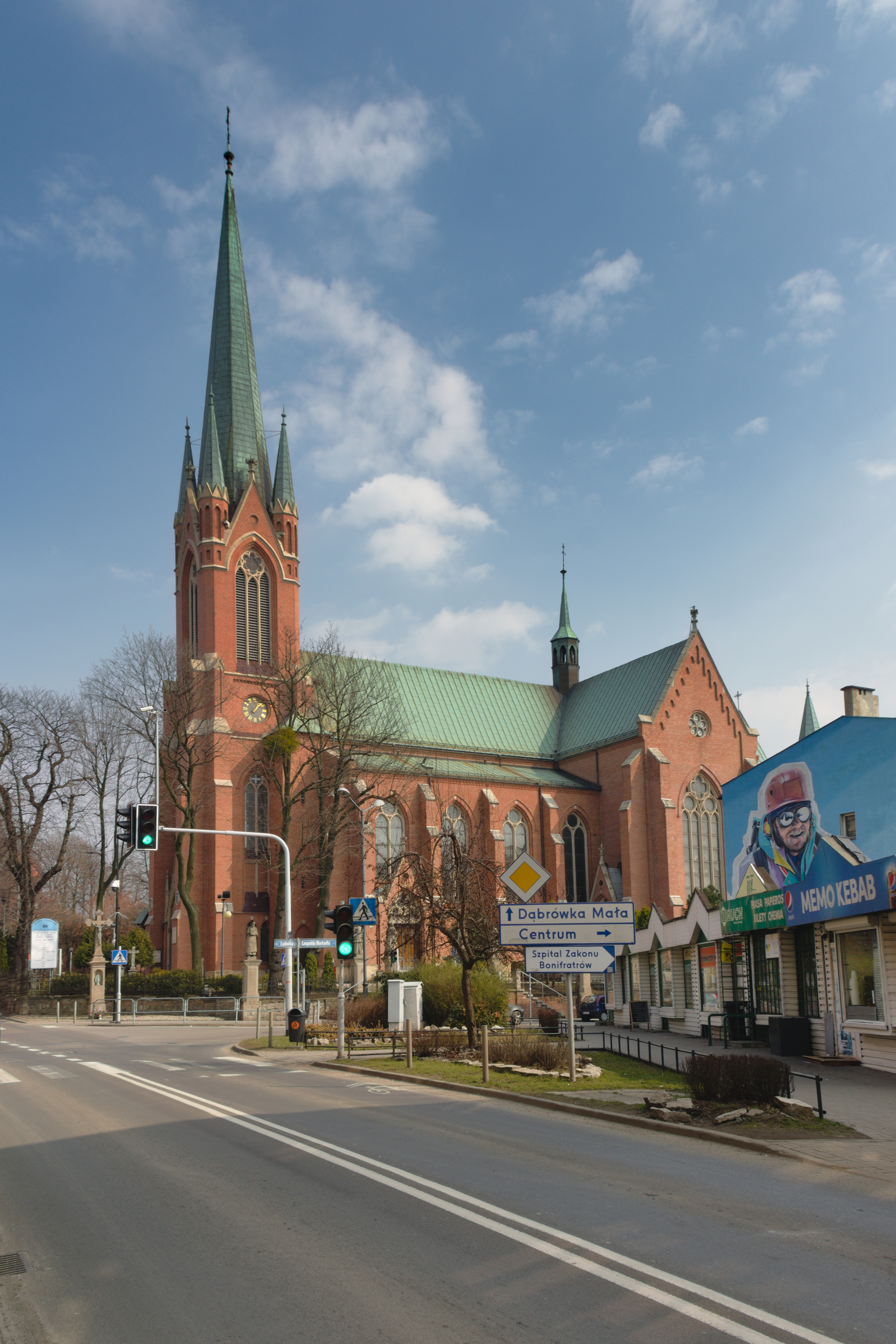
圣斯德望堂

圣斯德望圣殿（波蘭語：Bazylika św. Szczepana i Matki Boskiej Boguckiej）是一座罗马天主教教堂，位于波兰西里西亚省卡托维兹博古西采区（Bogucice）的利奥波德·马基夫基街（50°16′9″N 19°2′17″E / 50.26917°N 19.03806°E），哥特式风格，供奉圣斯德望。
该堂建于1894年，同年10月25日由枢机主教格奥尔格·冯·科普祝圣。
1988年5月25日，该堂公布为文物古迹 
2015年6月21日，该堂升格为次级宗座圣殿。